# انجمن هنرهای زیبا و نمایشگاه دائمی
انجمن هنرهای زیبا و نمایشگاه دائمی (به ایتالیایی: Società per le Belle Arti ed Esposizione Permanente)؛ که بیشتر آن را لا پرماننته (به ایتالیایی: La Permanente) (به معنی: دائمی) می‌شناسند، یک سازمان غیرانتفاعی، هنری و فرهنگی در میلان است.

## تاریخچه
این انجمن پس از ادغام و تأسیس به عنوان یک سازمان غیرانتفاعی در سال ۱۸۸۳ میلادی از دو نهاد فرهنگی متولد شد: انجمن هنرهای زیبا (که در سال ۱۸۴۴ میلادی در میلان تأسیس شد) و نمایشگاه دائمی هنرهای زیبا (بعدتر در سال ۱۸۷۰ میلادی تأسیس شد. هنوز در میلان واقع است). سپس بدنۀ جدید نام انجمن هنرهای زیبا و نمایشگاه دائمی را به خود گرفت.
ویژگی فرهنگی آن، غیرانتفاعی بودن و اختصاص داشتن به افزایش هنرهای زیبا است، که توسط پادشاه اومبرتو یکم در سال ۱۸۸۴ میلادی مورد تأیید قرار گرفت.
بنابراین، از سدۀ نوزدهم میلادی، لا پرماننته (همان‌ گونه که معمولاً در میلان نامیده می‌شود)، به‌طور مستقل وظیفۀ اشاعۀ فرهنگی را نه تنها در بافت میلان بلکه در سطح ملی و بین‌المللی انجام داده است.
این انجمن هم با نمایشگاه‌های موضوعی و هم با نمایشگاه‌های اعضای هنرمند خود فعالیت می‌کند. یک رویداد معمول در گذشته نیز قرعه‌کشی برای آثار هنری در بین اعضا بود.
می‌توان گفت که تاریخچۀ انجمن بر برخی نقاط کانونی متمرکز است:
- بررسی افتتاحیۀ ۱۸۸۶ میلادی.
- نمایشگاه ۱۹۰۰ میلادی که به نقاشی‌های لمباردی سدۀ نوزدهم میلادی اختصاص داشت.
- نمایشگاهی اختصاص داده شده به سدۀ بیستم ایتالیا.
- تأیید بازسازی کاخ پس از جنگ و سپس برگزاری نمایشگاه ۱۹۵۳ میلادی با عنوان زنان در هنر از هایتس تا مودیلیانی.
- سرانجام میلان دیروز و امروز از طریق هنر (۱۹۵۷ میلادی)، این نمایشگاه با هدف روشن کردن رابطۀ بین مؤسسه و شهر برگزار شد.

پالاتسو دلا پرماننته همچنین میزبان رویدادهای دوسالانۀ بررا بود که در سال ۱۹۰۸ میلادی آغاز شد، که با شروع جدید پس از جنگ، نام دوسالانۀ ملی میلان را به خود اختصاص داد.
با گذشت زمان، موزهٔ لا پرماننته در مجاورت آن شکل گرفت (۱۹۹۲ میلادی)، که مجموعۀ آن از جوایز خرید دوسالانه شهر میلان، آثار منتخب و کمک‌های مالی افراد خصوصی و خود هنرمندان عضو تشکیل شده است؛ به طوری که نمایی کلی از واقعیت هنری قرون گذشته باشد.
بایگانی لا پرماننته بسیار مهم است و با وجود آسیب‌های جدی ناشی از بمباران‌های جنگ جهانی دوم، همچنان از نظر اسناد غنی است. فعالیت‌های ویرایشی و فهرست‌نویسی که به تدریج توسط لا پرماننته در رابطه با ابتکارات نمایشگاهی آن منتشر می‌شود، نیز به همان اندازه غنی است.
قهرمانان مطلق تاریخ فرهنگی و هنری بخشی از این انجمن بوده‌اند. کافی است به مرور زمان: فرانچسکو هایتس، آنتونیو روتا، ترنکوئیلو کرمونا، دانیله رانتسونی، گائتانو پرویاتی، امیلیو لونگونی، موزه بیانکی، جوزپه پلیتسا دا ولپدو، آنجلو موربلی، جرولامو ایندونو، لورنتسو ولا، فیلیپو تومازو مارینتی، اومبرتو بوچونی، ماریو سیرونی، لئونه لودی، آکیله فونی، کارلو کارا، فرانچسکو مسینا، آتیلیو روسی، ترنتو لونگارتی و جوزپه آیمونه را به یاد آورید.

## کاخ
پالاتسو دلا پرماننته، طراحی شده توسط معمار، لوکا بلترامی واقع در خیابان توراتی (در آن زمان خیابان شاهزاده اومبرتو)، برای میزبانی رویدادهای هنری ساخته شده است. نمایشگاه ویژه‌ای آن را در ۲۵ آوریل ۱۸۸۶ میلادی افتتاح کرد، در حالی که اولین نمایشگاه اعضا در سال ۱۸۹۲ میلادی برگزار شد.
ساختمان بلترامی در اثر بمباران سال ۱۹۴۳ میلادی تا حدی آسیب دید. پس از پایان درگیری، کاخ توسط معماران، پیر جاکومو و آکیله کاستیلیونی در سال‌های ۱۹۵۳-۱۹۵۲ میلادی بازسازی شد.